# 1503.
◄ | 15. stoljeće | 16. stoljeće | 17. stoljeće | ►
◄ | 1470-ih | 1480-ih | 1490-ih | 1500-ih | 1510-ih | 1520-ih | 1530-ih | ►
◄◄ | ◄ | 1500. | 1501. | 1502. | 1503. | 1504. | 1505. | 1506. | ► | ►►
Arhitektura • Astronomija • Glazba • Kazalište • Kiparstvo • Knjige • Književnost • Kršćanstvo • Medicina • Politika • Pravo • Promet • Slikarstvo • Znanost
1503. je bila godina prema gregorijanskom kalendaru koja nije bila prijestupna, a započela je u nedjelju.

## Događaji
- 10. svibnja – Kristofor Kolumbo otkriva Kajmanske otoke i naziva ih Las Tortugas po brojnim morskim kornjačama u tom području.
- u lipnju uzbečki kan Muhamed Šajbani pobjeđuje Mongole i Ujgure kod Fergane
- 22. rujna – papa Pio III. (Francesco Todeschini Piccolomini) nasljeđuje papu Aleksandra VI. kao 215. papa, te umire 18. listopada.
- 31. listopada – papa Julije II. nasljeđuje papu Pia III. kao 216. papa (neki izvori kao datum spominju 1. studenog).
- 29. prosnica – Španjolska osvaja Napuljsko Kraljevstvo.
- španjolski pomorac Juan de Bermúdez otkriva Bermude koji su po njemu nazvani.
- Vasco da Gama osniva prvu portugalsku tvrđavu u Indiji u Kochiju.
- Leonardo da Vinci počinje raditi na Mona Lisi.

## Rođenja
- 11. siječnja – Parmigianino (Girolamo Francesco Maria Mazzola), talijanski umjetnik (umro 1540.).
- 10. ožujka – Ferdinand I., car Svetog Rimskog Carstva (umro 1564.).
- travanj – Henrik II., kralj Navare (umro 1555.).
- 28. lipnja – Giovanni della Casa, talijanski pjesnik (umro 1556.).
- 24. listopada – Izabela Portugalska, španjolska kraljica
- 17. studenog – Agnolo Bronzino, talijanski umjetnik i pjesnik (umro 1572.).
- 12. prosinca – Michel de Nostradame, poznat kao Nostradamus, francuski prorok (umro 1566.).
- John Frith, protestantski vjerski reformator (umro 1533.).
- Garcilaso de la Vega, španjolski pjesnik (umro 1536.).
- Tomé de Sousa, potrugalski plemić, prvi general-guverner Brazila (umro 1573. ili 1579.).

## Smrti
- 20. svibnja – Lorenzo di Pierfrancesco de' Medici, talijanski pokrovitelj umjetnosti (rođen 1463.).
- 18. kolovoza – papa Aleksandar VI. (rođen 1431.).
- 18. listopada – papa Pio III. (rođen 1439.).
- 28. prosinca – Piero di Lorenzo de' Medici, firentinski vladar (rođen 1471.).
- Pedro Berruguete, španjolski slikar (rođen oko 1450.).

## Vanjske poveznice
|  | Zajednički poslužitelj ima još gradiva o temi 1503. |